# دیمیتری لسوئور
دیمیتری لسوئور (انگلیسی: Dimitri Lesueur؛ زادهٔ ۲۵ ژانویهٔ ۱۹۸۷) بازیکن فوتبال اهل فرانسه است.
از باشگاه‌هایی که در آن بازی کرده‌است می‌توان به باشگاه فوتبال آژاکسیو اشاره کرد.